# Gabi (pies)

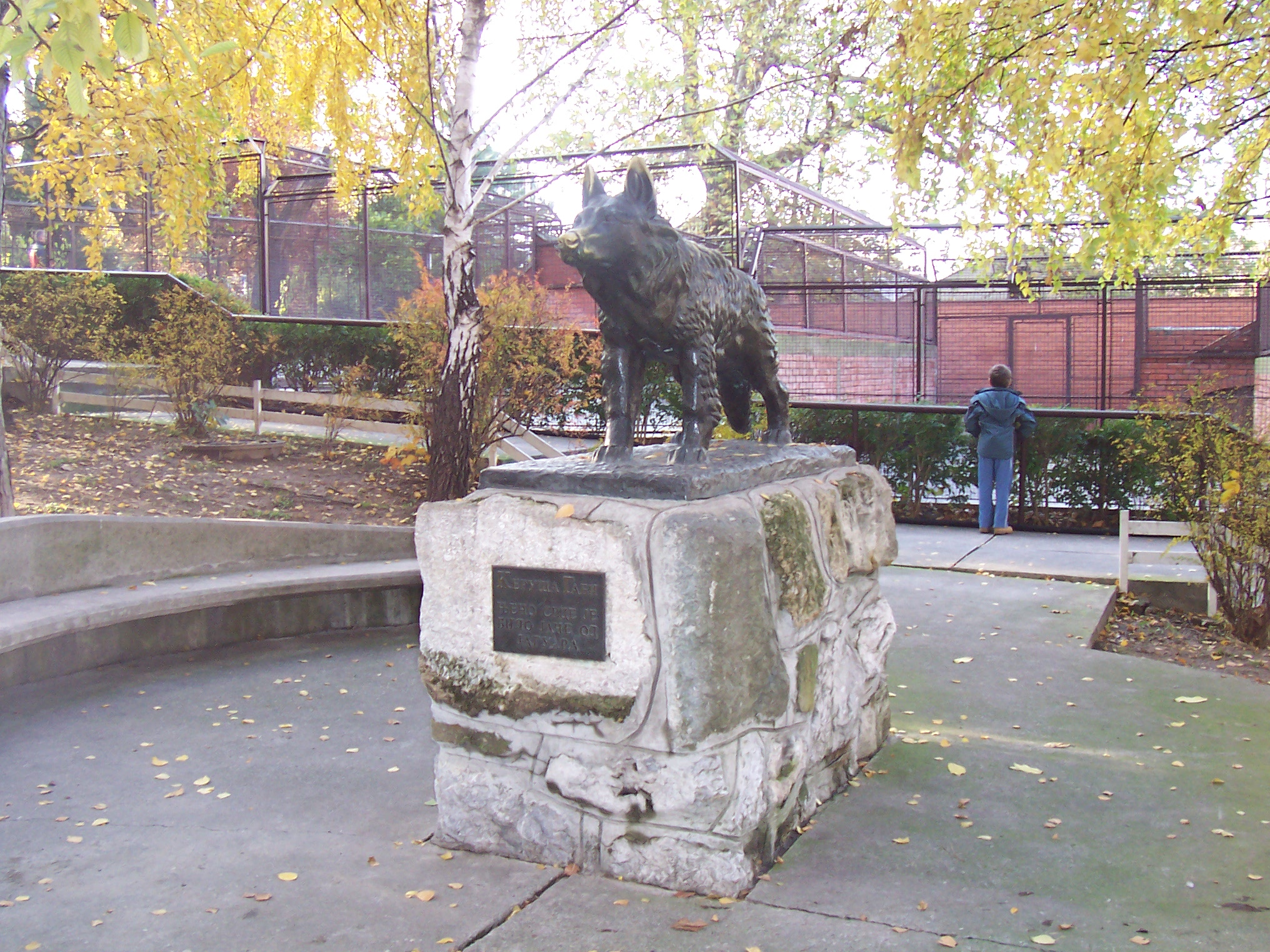
Pomnik upamiętniający Gabi

Gabi (serb. Габи) – suka rasy owczarek niemiecki pracująca jako pies stróżujący w belgradzkim zoo. Stała się znana, gdy przeżyła atak jaguara, który uciekł z klatki 22 czerwca 1987.

## Historia
W latach 80 w wieku ok. 8 lat została adoptowana przez pracowników zoo stając się nieformalnym strażnikiem. W nocy 22 czerwca 1987 patrolowała teren zoo wraz ze strażnikiem Stanimirem Stanićem oraz innym owczarkiem. Stanić w ciemności nie zauważył jaguara, który uciekł ze swojej klatki. Gabi wyczuła zwierzę i rzuciła się na nie, podczas gdy drugi pies uciekł spłoszony. Gabi walczyła z jaguarem do momentu przyjazdu wezwanej przez Stanića milicji, co prawdopodobnie uchroniło go przed atakiem zwierzęcia i zapobiegło jego wydostaniu się poza teren zoo. Po nieudanej próbie schwytania jaguara z powrotem do klatki, zdecydowano się go zastrzelić w celu ochrony ludzi. Gabi po przejściu operacji na wydziale nauk weterynaryjnych i rekonwalescencji kontynuowała pracę psa stróżującego.
Władze zoo upamiętniły psa po śmierci wznosząc pomnik, na którego cokole znajduje się tablica z inskrypcją "Pies Gabi - jej serce było silniejsze niż jaguar".